# 路環圖書館
路環圖書館（葡萄牙語：Biblioteca de Coloane），是位於澳門路環十月初五馬路，澳門文化局轄下的公共圖書館，藏書量約為9400冊。

## 歷史
建築物前身為建於1911年的路環公局市立學校，其後幾度改變用途，至1983年改建為圖書館。路環圖書館大樓為單層新古典主义的葡式風格建築。正面有六根支柱構成的迴廊，與現為民事登記局的前氹仔圖書館大樓極為相似，現為澳門文物。